# Maccullochella ikei
Maccullochella ikei е вид лъчеперка от семейство Percichthyidae. Видът е застрашен от изчезване.

## Разпространение
Разпространен е в Австралия (Куинсланд и Нов Южен Уелс).